# Ядовитый плющ (фильм, 1992)
«Ядовитый плющ» (англ. Poison Ivy) — американский эротический триллер 1992 года режиссёра Кэтт Ши. Главные роли исполнили Дрю Бэрримор, Сара Гилберт, Том Скерритт и Шерил Лэдд.

## Сюжет
Фильм начинается с истории знакомства двух девушек, которые учатся в элитной школе. Одна из них, Сильвия, из богатой семьи, другая же, Айви (на самом деле это не настоящее имя: Сильвия придумала его экспромтом, увидев у своей новой знакомой татуировку в виде плюща, англ. Ivy — «плющ»; своего настоящего имени героиня так и не сообщила, а сама использовала псевдоним Айви, потому что ей, очевидно, льстило сравнение с плющом) — из довольно-таки бедной. Айви говорит о своей матери, что та была наркоманкой и рано умерла. Объединяет девушек только одно — ненависть ко всему человечеству. Причём если Сильвия впадает в ненависть лишь в моменты обострения подростковых вспышек гнева (она, как и многие трудные подростки, зачастую недобро отзывается даже о своих родителях, не говоря уж обо всех остальных), то Айви исключительно жестока по своей природе. Уже в самом начале фильма Айви демонстрирует, на что она в принципе способна, — спокойно добивает умирающую собаку железной трубой. Сильвия решает во всём быть похожей на свою подружку (до сих пор друзей у неё не было): такой же раскованной, уверенной и бойкой. Она приглашает её в свой богатый дом, где Айви с радостью остаётся, поначалу влюбляя в себя родителей Сильвии. Мать Сильвии, больная эмфиземой, проникается к Айви за её внешнюю живость и общительность, ну а отец — просто как любвеобильный мужчина к молоденькой кокетке (жена его давно уже не удовлетворяет, ведь она больна и слаба).
Словно гибкий, цепкий, ядовитый плющ, Айви опутывает членов семьи. Сильвия мало-помалу становится недовольна своей подругой: её начинает всё больше раздражать, что та постоянно тянет одеяло на себя. Так, один раз она приревновала к Айви свою собачку, когда та предпочла пойти на зов Айви, а не любимой хозяйки. Айви же не скрывает, что с удовольствием пользуется Сильвией и её домом. Её цель теперь — закрепиться в этом доме. И она начинает соблазнять отца Сильвии, успешного телевизионщика. Тот имеет слабость к алкоголю, но все последние годы тщательно воздерживается. Айви же понемногу спаивает его, отчего у него начинаются проблемы на работе, однако он этого словно не замечает и всё больше наслаждается обществом Айви. В какой-то момент жена осознаёт это, но не может ничего поделать — ей остаётся только горько вздыхать о загубленной болезнью молодости и изредка подумывать о самоубийстве. Для того чтобы стать полноправной хозяйкой в доме, Айви решается устранить со своей дороги мать Сильвии: Айви немножко подталкивает больную, когда та в очередной раз встала перед открытым окном и «понарошку» задумалась о прыжке.
Сильвия с отцом не подозревают Айви в убийстве, однако последний не слишком расстроен: теперь он может себе позволить заниматься с Айви любовью сколько угодно. Айви в открытую надевает лучшее платье покойной, демонстрируя, что теперь будет вместо неё. Сильвия однажды, разъезжая с подругой на машине (Айви за рулём), обращает внимание на то, что та напевает некий мотив. Сильвия сама сочинила эту мелодию и записала матери (в её последний, как впоследствии оказалось, день) на какой-то носитель, причём никому больше никогда о ней не говорила и не играла её. Следовательно, Айви могла слышать это лишь в комнате матери перед самой её смертью. Догадка поражает девушку, но тут же Айви, как будто нечаянно, совершает автоаварию. Сама она отделывается синяком, а Сильвия лишается сознания. Тогда Айви перетаскивает «подружку» на водительское сидение, а сама уходит. Это была машина покойной матери Сильвии.
Сильвия приходит в себя в больнице, к ней пришёл отец, но он не верит ни одному её слову, списывая ужасные наговоры на Айви на бред после удара. Конечно, он уверен, что его обожаемая теперь Айви вообще не была вместе с его дочерью, когда та, вздумав покататься, разбила машину. Ночью Сильвия убегает из больницы и приходит домой, когда её не ждали. Она видит, как отец страстно сношается с Айви. Сильвия может только кричать; она бросается прочь в истерике, а отец в муках совести пытается догнать дочь и успокоить. Однако он падает на промокшей от сильного дождя лестнице и сильно ушибается, и тогда Айви нежно обнимает его. И тут она оказывается разоблачена и перед ним: он видит у неё огромный синяк и понимает, кто на самом деле был за рулём. Не совсем ясно, осознаёт ли он и всё остальное, но он слишком обеспокоен горем дочери и выезжает на машине искать её на ночных улицах.
Сильвия же, оказывается, никуда не ушла и, как только отец скрывается, идёт в дом, чтобы покарать свою бывшую подругу. Та стоит в комнате матери Сильвии в одеждах погибшей женщины, даже будто бы внешне похожая на неё. Сильвия поначалу опешивает, а Айви томно говорит ей, что готова отдать ей всю свою душевную теплоту — едва ли не лучше матери. Сильвия приходит в себя лишь тогда, когда Айви начинает похотливо целовать теперь уже её. Она в бешенстве толкает Айви в окно, и та повторяет судьбу матери Сильвии. До этого Айви признавалась Сильвии, что мечтала бы умереть, упав с большой высоты. В самой последней фразе Сильвия сознаётся, что, в сущности, очень жалеет Айви.

## В ролях
| Актёр        | Роль          |
| ------------ | ------------- |
| Дрю Бэрримор | Айви          |
| Сара Гилберт | Сильвия       |
| Том Скерритт | Дэррил Купер  |
| Шерил Лэдд   | Джорджи Купер |
| Алан Сток    | Боб           |

## Критика
На сайте Rotten Tomatoes фильм получил 39 % «свежести» на основе 33 рецензий со средним баллом 4.70/10. Консенсус сайта гласит «Неприятный триллер, в котором не хватает самосознания, чтобы разбавить его отвратительный подтекст, "Ядовитый плющ" способен вызвать у зрителей раздражение». На Metacritic фильм собрал 51 балл из 100 возможных, на основе 24 рецензий кинокритиков.

## Награды и номинации
| Год  | Награда                  | Категория                         | Номинант (ы) | Результат | Примечания |
| ---- | ------------------------ | --------------------------------- | ------------ | --------- | ---------- |
| 1992 | Кинофестиваль «Сандэнс»  | Лучший драматический фильм        | Кэтт Ши      | Номинация | [ 4 ]      |
| 1993 | Премия «Независимый дух» | Лучшая женская роль второго плана | Сара Гилберт | Номинация | [ 5 ]      |